# Gare du Mans-les-Halles

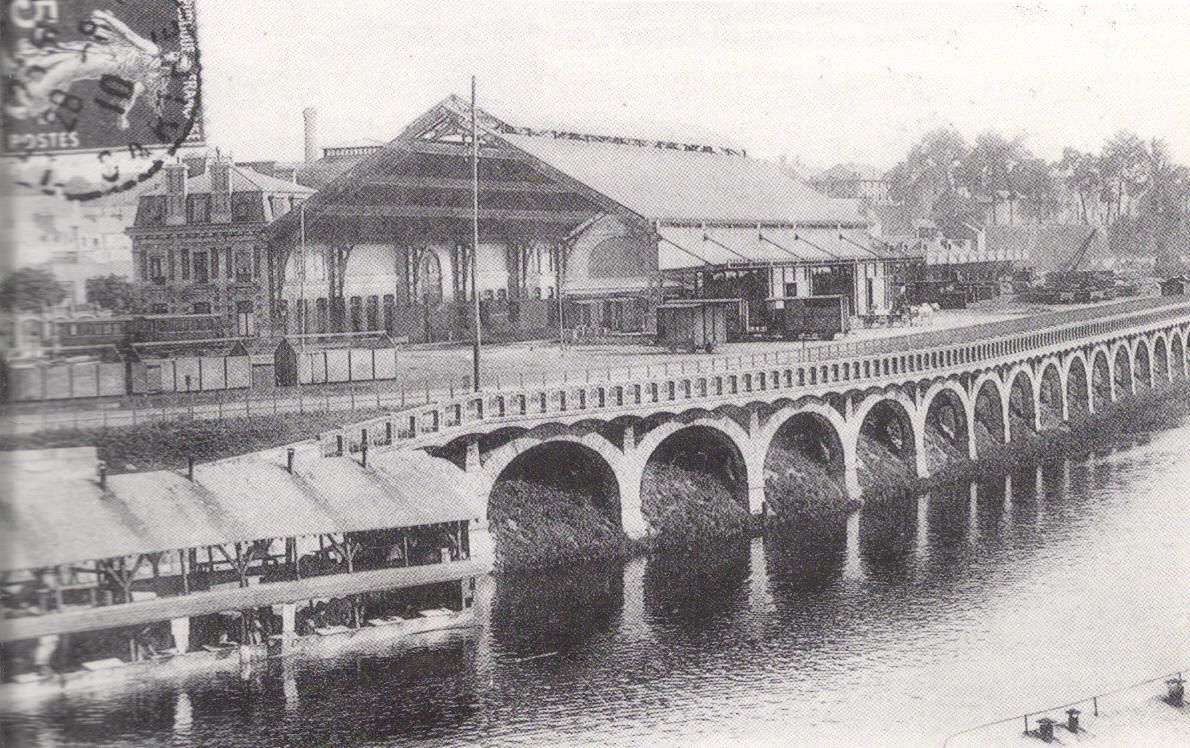
La gare des Halles depuis la rive droite en 1898

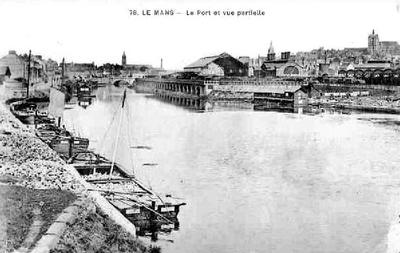
Vue de la gare depuis un autre point de vue

La gare du Mans-les-Halles, également nommée Gare du Mans-Hôpital Général ou Gare Centrale, est une ancienne gare ferroviaire française situé au Mans, dans la Sarthe.

## Histoire
La gare des Halles accueillait le trafic des Tramways de la Sarthe. Ces derniers rayonnaient majoritairement dans le nord du département. 
Elle tient son nom du quartier des Halles où elle se situait. La gare fut bâtie sur le terrain de l'ancien hôpital général, transféré sur la route de Laval en 1888, non loin de l'actuelle chasse royale. 
La dernière ligne des Tramways de la Sarthe fermera le 1er mars 1947, la gare sera démolie en 1954. 
On trouve actuellement à la place de cette gare, les hauts immeubles de l'architecte Le Couteur. 
À partir de 1911, on comptera trois gares dans la ville du Mans : L'actuelle gare nord et la gare de triage, formant une boucle ferroviaire dans la ville avec comme lieu de transit le dépôt vapeur. 
La gare des Halles était elle, placée à l'écart, car se contentant du transit des voyageurs et des marchandises des trains départementaux.

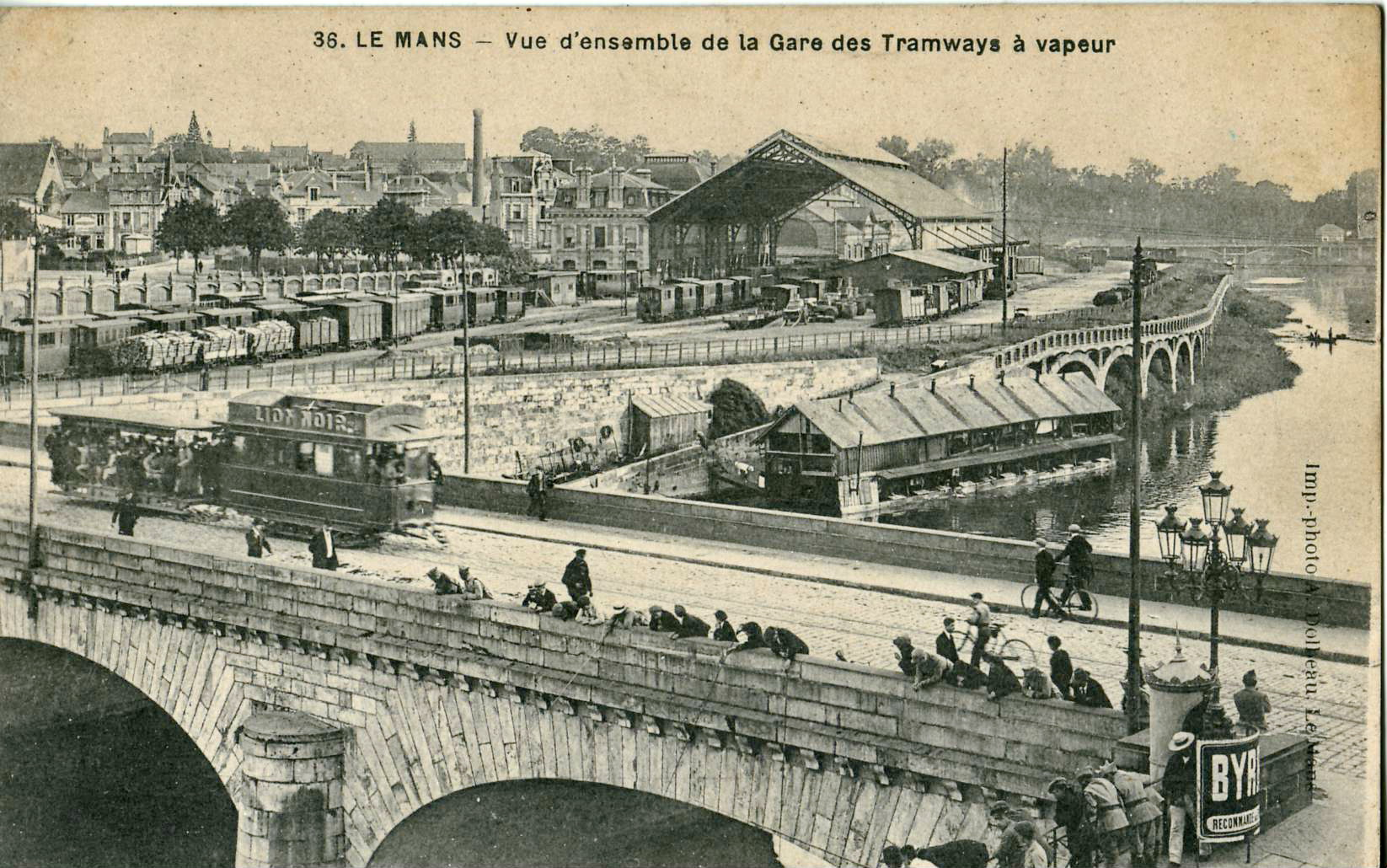
Vue générale sur la gare des Halles. Au premier plan, un tramway urbain franchit la Sarthe